# Charlotte Maria Tucker
Charlotte Maria Tucker (8 de maio de 1821 - 2 de dezembro de 1893) foi uma prolífica escritora e poeta inglesa para crianças e adultos, que escreveu sob o pseudônimo de A.L.O.E. (a Lady of England). No final da vida, ela passou um período como missionária voluntária na Índia, onde morreu.

## Infância
Charlotte Tucker nasceu em Friern Hatch, perto de Friern Barnet, Middlesex, filha de Henry St George Tucker (1771/2–1851), duas vezes eleito presidente da Companhia Britânica das Índias Orientais, e sua esposa Jane Boswell (falecida em 1869), filha de um advogado de Edimburgo. A família mudou-se para Londres em 1822. Seu pai foi o autor de Tragédias: 'Harold' e 'Camões' (Londres, 1835). 
Charlotte teve uma educação secular, e seus primeiros escritos foram poemas e peças de teatro para divertir a família. Em 1847, ela se encarregou da educação dos três filhos de seu irmão Robert. Seu livro mais antigo, The Claremont Tales (1852), foi, segundo ela, "originalmente composto para crianças pequenas sob minha responsabilidade".

## Contos morais
O trabalho de Charlotte Tucker como escritora infantil foi permeado por suas crenças religiosas evangélicas. A maioria de suas histórias eram alegorias com uma moral clara, mas ela temperava seu didatismo com um certo grau de realismo e naturalismo. Como ela explicou em uma carta de 1851 a um editor: "Minha posição na vida me torna independente de quaisquer esforço próprio; eu oro apenas pela bênção de Deus em minhas tentativas de instruir Seus cordeiros nas coisas que dizem respeito ao seu bem-estar eterno."
Muitos de seus mais de 150 títulos apareceram em revistas antes de serem reunidos em livros. Entre seus títulos estavam The Rambles of a Rat (1857), Parliament in the Play-Room (1861), Triumph over Midian (1866), A Wreath of Smoke (1871), The Eagles Nest (1884) e Pomegranates from the Punjab (1878). Uma biografia de uma colega escritora infantil, Agnes Giberne, apareceu em 1895. 
Os rendimentos de seus escritos eram frequentemente dedicados a trabalhos missionários ou de caridade. Os contemporâneos de Tucker criticaram o forte didatismo de seus escritos, mas sua crença não se preocupava com o pecado original, e sim com a possibilidade de melhoria para todas as pessoas e raças. Os seus retratos realistas dos pobres podem ter-se inspirado na sua experiência como visitante de um asilo em Marylebone . Títulos dela ainda são ocasionalmente reeditados por editoras especializadas em livros cristãos, incluindo Lamplighter Ministries, uma organização americana sem fins lucrativos sediada em Mount Morris, Nova York, mais conhecida por sua série Lamplighter Family Collection.

## Trabalho missionário
Muitas das histórias mais interessantes de Tucker se passam na Índia. Alguns foram traduzidos para línguas indianas. Ela partiu para a Índia em 1875, aos 54 anos, tendo aprendido hindustani. Lá, ela trabalhou como missionária voluntária autonônoma em Amritsar, Punjab, por meio da Escola Normal Feminina Indiana e Sociedade de Instrução. Três anos depois, ela se mudou para a vizinha Batala, onde trabalhou em uma escola para meninos e como professora de crenças cristãs para mulheres nativas. Ela morreu em Amritsar em 2 de dezembro de 1893.

## Obras traduzidas para o Português
O livro Giant Killer foi publicado no Brasil pela Editora Gadel em 2024 sob o título o Matador de Gigantes.

## Links Externos
Obras de Charlotte Maria Tucker (em inglês) no Projeto Gutenberg
Obras de Charlotte Maria Tucker (em inglês) no LibriVox (livros falados em domínio público) 